# Carol Ann Duffy
Carol Ann Duffy (Glasgow, 1955) es una poeta británica. Fue poeta laureada de 2009 hasta 2019. Duffy es la primera mujer, la primera escocesa y la primera persona abiertamente LGTB que obtiene esta distinción.
Duffy vive en Mánchester y es catedrática de poesía en la Manchester Metropolitan University. Se identifica abiertamente como lesbiana y tiene una hija.
La autora ya fue propuesta para el puesto en 1999. El título se entregó por entonces a Andrew Motion, que limitó su ejercicio a diez años. Ganó en 1983 el National Poetry Competition, en 1988 el Premio Somerset Maugham y en 1993 los premios Costa Book Award y Forward Poetry Prize, así como el T. S. Eliot Prize en 2005. Ha ganado en varias ocasiones el Scottish Arts Council Book Award.

## Los primeros años
Carol Ann Duffy nació en una familia católica en los Gorbals, una parte pobre de Glasgow, la primera hija de Frank Duffy, un mecánico electricista y May Black La pareja tuvo otros cuatro hijos, todos chicos. La familia se mudó a Stafford, Inglaterra, cuando Duffy tenía seis años. Su padre trabajaba para la English Electric. También fue un sindicalista y se presentó sin mucho éxito como candidato parlamentario para el Partido Laborista en 1983; además dirigió el club de fútbol "Stafford Rangers" en su tiempo libre. Duffy fue educada en Stafford en Saint Austin’s RC Primary School (1962-1967), St. Joseph’s Convent School (1967-1970) y en Stafford Girls’ High School (1970-1962). Su talento literario se fomentó por dos profesores de inglés, June Scriven en St. Joseph’s, y Jim Walker en Stafford Girls’ High. Ella era una lectora apasionada desde edad temprana y siempre quiso ser escritora, produciendo poemas desde los 11 años. Cuando uno de sus profesores de Inglés murió, ella escribió: “You sat on your desk, /swinging your legs, Reading a poem by Yeats/ to the bored girls, except my heart stumbled and blushed/ as it fell in love with the words and I saw tree/ in the scratched old desk under my hands, Heard the bird in the oak outside scribble itself on the air." ("Te sientas en tu escritorio,/moviendo tus piernas, leyendo un poema de Yeats/ a las aburridas chicas, exceptuando a mi corazón trabado y ruborizado/ mientras se enamoraba de las palabras y miraba el árbol/ en el viejo y arañado escritorio bajo mis manos, Escuchaba al pájaro en el roble de fuera lo garabateo en el aire")

## Carrera
Cuando Duffy tenía 15, June Scriven envió sus poemas a Outpost, una imprenta de folletos donde fue leída por el librero Bernard Stone, quien publicó alguno de ellos. Cuando ella tenía 16 conoció a Adrian Henri, uno de los Liverpool poets, y decidió que quería estar con él, vivió con él hasta 1982. “He gave confidence.”"Me aportó confianza") Decía “he was great. It was all poetry, very heady, and he was never faithful. He thought poets had a duty to be unfaithful.". ("Era genial. Todo era poesía, muy embriagador, y nunca fue fiel. Pensaba que los poetas tenían la obligación de ser infieles")
Ella solicitó ingreso a la Universidad de Liverpool para estar cerca de él y ahí empezó la carrera de filosofía en 1974. Representó dos obras en el Liverpool Playhouse, escribió un folleto Fifth Last Song y recibió un diploma de licenciatura en filosofía en 1977. Trabajó como crítica de poesía para The Guardian desde 1988-1989, y fue la editora de la revista de poesía Ambit en 1996. Fue nombrada Poeta Laureada el 1 de mayo de 2009 cuando el periodo de 10 años de Motion finalizó.
Duffy actuó en el South Bank Show con Melvyn Bragg en diciembre de 2009 y el 7 de diciembre le entregó el Premio Turner al artista Richard Wright.

### Poeta laureada
En su primer poema como poeta laureada, Duffy se enfrentó al escándalo de Mps expenses británico en el formato de un soneto. Su segundo poema Last Post, fue encomendado por la BBC para conmemorar las muertes de Henry Allingham y Harry Patch, los dos últimos soldados que lucharon en la Primera Guerra Mundial. Su tercer poema, “The Twelve Days of Christmas 2009”, se refiere a acontecimientos contemporáneos como especies en extinción, la conferencia del cambio climático en Copenhague, Pánico bancario, y la Guerra de Afganistán. En marzo de 2010, escribió “Achilles (For David Beckam)” sobre la lesión del tendón de Aquiles que dejó al jugador de fútbol inglés fuera de la Copia Mundial de Fútbol 2010; el poema fue publicado en el Daily Mirror y trata de la moderna celebridad cultural como un tipo de mitificación. “Silver Lining”, escrito en abril de 2010, reconoce el naufragio de vuelos causados por la ceniza del volcán de Islandia Eyjafjallajökull El 30 de agosto de 2010 presentó su poema “Virgil” para el Manchester Pride Candelight Vigil en memoria de la gente LGBT que había perdido sus vidas por VIH/sida.
Duffy escribió el poema de 46 versos Rings para la Boda real entre Guillermo de Cambridge y Catherine Middleton. El poema celebra los anillos que se encuentran en la naturaleza y no hace una mención específica alguna al nombre de la pareja. Empieza con for both to say y continua "I might have raised your hand to the sky / to give you the ring surrounding the moon / or looked to twin the rings of your eyes / with mine / or added a ring to the rings of a tree / by forming a handheld circle with you, thee, /...".("Podría haber levantado tu mano al cielo/para darte el aro rodeando la luna/ o mirado a los gemelos los aros de tus ojos/ con los mios/ o añadir un aro a los aros de un árbol/formando un círculo manual contigo, tú,/...") Ella escribió el verso con Stephen Raw, un artista textual, y una copia firmada les fue enviada a la pareja como regalo de bodas. 
En una revista Stylist Duffy habló de convertirse en una poeta laureada. “There’s no requirement. I do get asked to do things and so far I’ve been happy to do them." ("No hay ningún requerimiento. Me pidieron que hiciera cosas y al final me ha alegrado hacerlas") También habló de haber sido seleccionada para el papel por la reina, diciendo, "She’s lovely! I met her before I became poet laureate but when I was appointed I had an ‘audience’ with her which meant we were alone, at the palace, for the first time. We chatted about poetry. Her mother was friends with Ted Hughes whose poetry I admire a lot. We spoke about his influence on me." ("¡Ella es encantadora! La conocí antes de que me convirtiera en poeta laureada pero cuando fui nombrada tuve una "audiencia" con ella lo que significa que estábamos solas, en el palacio, por primera vez. Su madre fue amiga de Ted Hughes cuya poesía admiro mucho. Hablamos sobre su influencia en mí")
Como su predecesor, Duffy sirvió como poeta laureada también por un periodo de diez años, y renunció el título en 2019.

## Poesía

### Estilo
El trabajo de Duffy explora la experiencia cotidiana y la enriquecedora fantasía de su vida misma y la de otras. En las escenas dramáticas de la infancia, adolescencia y la madurez, descubre momentos de consuelo a través del amor, el recuerdo y el lenguaje. Charlotte Mendelson escribe en The Observer: 
Part of Duffy's talent – besides her ear for ordinary eloquence, her gorgeous, powerful, throwaway lines, her subtlety – is her ventriloquism. Like the best of her novelist peers... she slides in and out of her characters' lives on a stream of possessions, aspirations, idioms and turns of phrase. However, she is also a time-traveller and a shape-shifter, gliding from Troy to Hollywood, galaxies to intestines, sloughed-off skin to department stores while other poets make heavy weather of one kiss, one kick, one letter... from verbal nuances to mind-expanding imaginative leaps, her words seem freshly plucked from the minds of non-poets – that is, she makes it look easy.
En sus propios escritos Duffy afirmó. "I'm not interested, as a poet, in words like 'plash'—Seamus Heaney words, interesting words. I like to use simple words, but in a complicated way." ("No me interesan, como poeta, palabras como "plash"-Palabras de Seamus Heaney, interesantes palabras. Me gusta usar palabras simples, pero en un modo complicado") comentó a The Observer: "Like the sand and the oyster, it's a creative irritant. In each poem, I'm trying to reveal a truth, so it can't have a fictional beginning." ("Como la arena y la ostra, es un fastidio creativo. En cada poema intento revelar una verdad, con lo cual no puede tener un comienzo de ficción")
Duffy se codea con los círculos poéticos más destacables en Reino Unido después de que su poema “Whoever She Was” ganara el Poetry Society National Poetry Competition en 1983. En su primera colección, Standing Female Nude (1985), usa las voces de los de fuera, por ejemplo en los poemas “Education for Leisure” y “Dear Norman”. Su siguiente colección Feminine Gospels (2002) continua con su estilo, mostrando un creciente interés en largos poemas narrativos, accesibles en stilo y en ocasiones surreales en su imaginación. Su publicación en 2005, Rapture (2005) es una serie de poemas íntimos que trazan el curso de un lío amoroso, por el cual ganó el T.S. Eliot Prize de £10,000 en 2007, publicó The Hat, una colección de poemas para niños. Son inusuales las copias en línea de sus poemas, pero el poema dedicado a U A Fanthorpe, Premonitions está disponible a través de The Guardian y muchos otros vía The Daily Mirror

### En escuelas
Sus poemas se estudian en colegios Británicos en GCSE, nivel A, y niveles más altos. En agosto de 2008, su Education for Leisure, un poema sobre violencia, fue extraído de exámenes de antología poética de GCSE desde AQA, a causa de una queja sobre las referencias a delito con arma blanca y a un pez siendo tirado por el wáter. El poema comienza: "Today I am going to kill something. Anything./I have had enough of being ignored and today/I am going to play God." The protagonist kills a fly, then a goldfish. The budgie panics and the cat hides. It ends with him, or her, leaving the house with a knife. "The pavements glitter suddenly. I touch your arm."[28]
De acuerdo con The Guardian, era urgente para los colegios destruir copias de la antología inédita, y esta fue eliminada más tarde por AQA. Duffy calificó la decisión de rídicula. "It's an anti-violence poem,("es un poema anti violencia") dijo. "It is a plea for education rather than violence."("Es una peticuón por la educación más que de violencia") Respondió con Mrs Schofield’s GCSE, un poema sobre violencia en otra ficción, y el propósito del mismo. "Explain how poetry/pursues the human like the smitten moon/ above the weeping, laughing earth..." ("Explica como la poesía/ persuade a los humanos como la luna flechada/ sobre la llorona, risueña tierra..." La Mrs. Schofield del título hace referencia a Pat Shofield, una examinadora externa en Lutterwoth College, Leicestershire, quien se quejaba de Education for Leisure, tachándola de “absolutamente horrenda” 

### Obras y canciones
Duffy también es dramaturga, y sus obras han sido representadas en el Liverpool Playhouse y Almeida Theatre en Londres. En sus obras se incluye Take my Husband (1982), Cavern of Dreams (1984), Little Women, Big Boys (1986), Loss (1986), Casanova (2007). En sus guiones para radio se incluye una adaptación de Rapture. En sus colecciones infantiles se incluye Meeting Midnight (1999) y The Oldest Girl in the World (2000). También colaboró con la compositora de Mánchester, Sasha Johnson Manning, en The Manchester Carols, una serie de canciones de Navidad que se estrenaron en Mánchester Cathedral en 2007. También participó en el proyecto Sixty Six de 2011 en el Bush Theatre, para el cual escribió una pieza basada en un capítulo de la Nueva Biblia del rey Jacobo

## Honores y premios
Tiene doctorados honorarios de Universidad de Dundee, la Universidad de Hull, la Universidad de St Andrews, y la Universidad de Warkwick, así como una insignia Honorífica en Homerton College, Cambridge. [1],[34]
- 1983: National Poetry Competition 1st prize (for Whoever She Was)
- 1983 Greenwich Poetry Competition ("for Words of Absolution")
- 1984: Eric Gregory Award
- 1986: Scottish Arts Council Book Award (for Standing Female Nude)
- 1988: Somerset Maugham Award (for Selling Manhattan)
- 1989: Dylan Thomas Prize
- 1990: Scottish Arts Council Book Award (for The Other Country
- 1992: Cholmondeley Award
- 1993: Whitbread Awards (for Mean Time)
- 1993: Scottish Arts Council Book Award (for Mean Time)
- 1993: Forward Prize (for Mean Time)
- 1995: Officer of the Order of the British Empire (OBE)
- 1995: Lannan Award
- 1999: Signal Children's Poetry Prize
- 2001: galardón National Endowment for Science Technology and the Arts
- 2002: Commander of the Order of the British Empire (CBE)
- 2005: T S Eliot Prize (por Rapture)
- 2011: Costa Book Awards (poesía), winner, The Bees[29]

## Trabajos- Colecciones poéticas, libros infantiles y obras
- 1974: Fleshweathercock and Other Poems. Outposts ltd.[30]
- 1977: (with Adrian Henri) Beauty and the Beast (poesía)
- 1982: Fifth Last Song. Headland (poesía)
- 1982: Take My Husband (comedia)[30]
- 1984: Cavern of Dreams (comedia)
- 1985: Standing Female Nude. Anvil Press Poetry (poesía)
- 1986: Little Women, Big Boys (comedia)
- 1986: Loss (comedia radiofónica)
- 1986: Thrown Voices. Turret Books, panfleto (poesía)[31]
- 1987: Selling Manhattan. Anvil Press Poetry (poesía)
- 1990: The Other Country. Anvil Press Poetry (poesía)
- 1992: I Wouldn't Thank You for a Valentine (ed.) Viking (antología de poesía)[32]
- 1992: William and the Ex-Prime Minister. Anvil Press Poetry, panfleto, (poesía).
- 1993: Mean Time Anvil Press Poetry (poesía)
- 1994: Anvil New Poets Volume 2. (Ed.) Penguin (antología de poesía)[33]
- 1994: Selected Poems. Penguin (poemas)
- 1995: Penguin Modern Poets 2 with Vicki Feaver and Eavan Boland. Penguin. (poesía)
- 1996: Grimm Tales. Faber and Faber. (comedia)
- 1996: Salmon – Carol Ann Duffy: Selected Poems. Salmon Poetry. (poesía)
- 1996: Stopping for Death. Viking (antología de poesía)
- 1997: More Grimm Tales. Faber and Faber (poesía infantil)
- 1998: The Pamphlet. Anvil Press Poetry (poesía)
- 1999: Meeting Midnight. Faber and Faber (poesía infantil)
- 1999: The World's Wife Anvil Press Poetry (poesía)
- 1999: Time's Tidings: Greeting the 21st Century. (Ed.) Anvil Press Poetry (antología de poesía)
- 2000: The Oldest Girl in the World. Faber and Faber (poesía infantil)
- 2001: Hand in Hand: An Anthology of Love Poems. (Ed.) Picador (antología de poesía)
- 2002: Feminine Gospels. Picador
- 2002: Queen Munch and Queen Nibble., Macmillan Children's Books.
- 2002: Underwater Farmyard. Macmillan Children's Books (libro infantil)
- 2003: The Good Child's Guide to Rock N Roll. Faber and Faber. (poesía infantil)
- 2003: Collected Grimm Tales (with Tim Supple). Faber and Faber. (libro infantil)
- 2004: Doris the Giant. (Children's literature, picture book)
- 2004: New Selected Poems. Picador
- 2004: Out of Fashion: An Anthology of Poems. (Ed.) Faber and Faber (antología de poesía)
- 2004: Overheard on a Saltmarsh: Poets' Favourite Poems (Ed.) Macmillan
- 2005: Another Night Before Christmas with John Murray. (poesía infantil)
- 2005: Moon Zoo. Macmillan (children's literature, picture book)
- 2005: Rapture Picador (poesía)
- 2006: The Lost Happy Endings (illustrated by Jane Ray). Penguin. (libro infantil)
- 2007: Answering Back. (Ed.) Picador. (antología de poesía)
- 2007: The Hat. Faber and Faber. (poesía infantil)
- 2007: The Tear Thief. Barefoot Books. (libro infantil)
- 2009: Mrs Scrooge: A Christmas Poem (illustrated by Beth Adams). Simon & Schuster
- 2009: New & Collected Poetry for Children. Faber and Faber. (poesía)
- 2009: The Princess's Blankets (illustrated by Catherine Hyde). Templar. (libro infantil)
- 2009: The Twelve Poems of Christmas. (Ed.) Candlestick Press. (poesía)
- 2009: To The Moon: An Anthology of Lunar Poetry. (Editor) Picador. (poesía)
- 2009: Love Poems. Picador (poesía, seleccionada).
- 2011: The Bees. Picador (poesía, seleccionada).